# Пучадес, Антонио
Антонио Пучадес Касанова (исп. Antonio Puchades Casanova; 4 июня 1925, Суэка — 24 мая 2013, там же) — испанский футболист, полузащитник «Валенсии» и сборной Испании.

## Клубная карьера
Футбольная карьера Антонио Пучадеса началась в городке Суэка, в одноимённом футбольном клубе, откуда он проследовал в дубль «Валенсии». После травмы Сальвадора Монсо в конце сезона 1946/47 Пучадес был переведён в основную команду и сыграл за неё несколько матчей, завоевав титул чемпиона Испании (единственный в своей карьере).
Начиная со следующего сезона Пучадес становится полноправным игроком «Валенсии», а вскоре — одним из наиболее значимых футболистов этого клуба. Связка центральных полузащитников Пучадес — Пасьегито, сформированная в конце сороковых (где Пучадес отвечал за разрушение), на несколько лет стала определяющей для игры «летучих мышей». За это время «Валенсия» дважды завоевала Кубок Испании (1949 и 1954) и один раз — Кубок Эвы Дуарте, аналог современного Суперкубка страны (1949).
Пучадес был вынужден завершить карьеру в 33 года — из-за хронической травмы спины. В декабре 1959-го на «Месталье» состоялся прощальный матч Антонио, после которого он уже никогда не выходил на футбольное поле.

## Карьера в сборной
Пучадес дебютировал за сборную Испании 20 марта 1949 года в товарищеском матче против Португалии. Он попал в заявку испанцев на чемпионат мира в Бразилии и провёл там все матчи своей команды. По итогам мундиаля «красная фурия» заняла четвёртое место, что оставалось её лучшим результатом на мировом уровне в течение 60 лет.
В 1949—1954 годах Пучадес сыграл 23 матча из 26, в которых принимала участие сборная Испании. Конец его международной карьере положила неудача в отборе на следующий чемпионат мира, вызвавшая обновление состава сборной.

## Достижения
«Валенсия»
- Чемпион Испании: 1946/47
- Обладатель Кубка Испании (2): 1948/49, 1954
- Обладатель Кубка Эвы Дуарте: 1949

Итого: 4 трофея

## Статистика
| Клуб             | Сезон            | Лига | Лига | Кубок | Кубок | Прочие | Прочие | Итого | Итого |
| Клуб             | Сезон            | Игры | Голы | Игры  | Голы  | Игры   | Голы   | Игры  | Голы  |
| ---------------- | ---------------- | ---- | ---- | ----- | ----- | ------ | ------ | ----- | ----- |
| Валенсия         | 1946/47          | 4    | 0    | 1     | 0     | 0      | 0      | 5     | 0     |
| Валенсия         | 1947/48          | 20   | 0    | 2     | 0     | 1      | 0      | 23    | 0     |
| Валенсия         | 1948/49          | 26   | 0    | 6     | 0     | 0      | 0      | 32    | 0     |
| Валенсия         | 1949/50          | 26   | 2    | 6     | 2     | 1      | 0      | 33    | 4     |
| Валенсия         | 1950/51          | 29   | 1    | 2     | 0     | 0      | 0      | 31    | 1     |
| Валенсия         | 1951/52          | 25   | 0    | 8     | 0     | 0      | 0      | 33    | 0     |
| Валенсия         | 1952/53          | 30   | 0    | 2     | 0     | 2      | 0      | 34    | 0     |
| Валенсия         | 1953/54          | 28   | 1    | 5     | 0     | 0      | 0      | 33    | 1     |
| Валенсия         | 1954/55          | 28   | 0    | 5     | 0     | 0      | 0      | 33    | 0     |
| Валенсия         | 1955/56          | 16   | 0    | 2     | 0     | 0      | 0      | 18    | 0     |
| Валенсия         | 1956/57          | 11   | 0    | 0     | 0     | 0      | 0      | 11    | 0     |
| Валенсия         | 1957/58          | 14   | 0    | 0     | 0     | 0      | 0      | 14    | 0     |
| Всего за карьеру | Всего за карьеру | 257  | 4    | 39    | 2     | 4      | 0      | 300   | 6     |